# Pocinovice
Pocinovice – gmina w Czechach, w powiecie Domažlice, w kraju pilzneńskim. Według danych z dnia 1 stycznia 2013 liczyła 562 mieszkańców.
W miejscowości jest stacja kolejowa Pocinovice.